# 壮年ラブロマンス
壮年ラブロマンス（そうねんラブロマンス）は2015年に結成された日本の5人組ロックバンド。ステージ衣装としてスーツを着用し、公演する。
演奏よりも演出に重きを置いたステージパフォーマンスが特徴であり、カルト的人気を博すが、その活動は不定期である。

## メンバー
|                | パート |
| -------------- | --- |
| のぐちたいき   | 担当パートはヴォーカル。稀にギター。 MCはあまり喋らないが、煽りに定評がある。 歌唱よりも表現や演出を重視する。 風邪を患いがちなのが悩み。チヤホヤされるが決してモテない自称カリスマ。うさぎが好き。                                                                                   |
| あべたけと     | あべたけと（ABTKT）は、日本のうめさん（義雄）である。 度重なる骨折で部屋に大量のアリが侵入するほどの大怪我を負ってしまうが、左肩に金玉を移植する大手術によって一命を取りとめ、現在もバーチャルユーチューバーとして精力的に活動している。 酔うと性欲が高まる。                         |
| ともやすゆうき | 担当パートはギター。稀にベース。 主にバッキングを担い、主張の激しいメンバーの中で縁の下の力持ち的なポジションに位置する。 3秒で全裸になれる変態。 局部に凶悪なレッサーパンダを飼っている。                                                                                            |
| ななうみたくや | 担当パートはベース。 スラップを得意とする魅せるベーシスト。 自身も派手なステージングをするタイプだが、他のメンバーが暴れがちな為退かざるを得ないことが悩み。温厚な人柄であるが、実はサイコパスではないかと噂されている。ときどき完全犯罪を思いつく。                                  |
| こせきじゅん   | 担当パートはドラムス。 力強さと安定感のあるプレイが持ち味。 筋肉とスティック回しが特徴。パンプアップが趣味で森の優しいゴリラに憧れている。 友達が欲しくてバンドを始めた。泥酔すると財布やスマートフォンなどの貴重品を頻繁に紛失するが、本人も持ち物も帰巣本能が強く、必ず帰ってくる。 |

## 来歴
2015年の6月にとある大学の軽音楽サークル内において、あべを除いたメンバーにて前身バンドが始動。当時は黒夢のコピーバンドだった。
同年7月にPENICILLINのコピーバンドとして、あべを加えた現在のメンバーで活動を始め、以降壮年ラブロマンスとして不定期にライブを行う。
最初にコピーした曲が少年 (黒夢の曲)であり、続いてロマンス (PENICILLINの曲)をコピーした為、そこからインスピレーションを受けたあべが「壮年ラブロマンス」と命名した。
度々サポートにキーボードを迎えながらジャンルの枠を越えて様々なステージングを披露する。
登場SEや演出に拘りがあり、毎回突拍子もないステージ入りで客席を沸かせることに定評があるが、これはこせきの提案から始まった。
以後引くに引けなくなり、ライブの度に登場演出に悩まされているとのことである。

## 音楽性

### 音楽的影響・嗜好
のぐちたいき
ロックンロール、ロカビリー、ニュー・ウェイヴを好む。
特に90年代の歌謡ロックからの影響が強い。
あべたけと
ヘヴィメタル、ジェントを好む。
きゃりーぱみゅぱみゅやプリキュア、けものフレンズからも影響を受けている。
ともやすゆうき
HR/HM、プログレッシブ・ロックを好む。
日本のロキノン系バンドからの影響も受けている。
ななうみたくや
VOCALOID、歌謡曲を好む。
また、ベースの派手な曲、ベースラインのかっこいい曲ならジャンル問わず好みであると述べている。
こせきじゅん
ヴィジュアル系、クラシック音楽を好む。
久石譲、ペギー葉山を敬愛している。ドラムセットのかっこよさにこだわりを持つ。
| スタブアイコン | サブスタブ | この項目は、まだ閲覧者の調べものの参照としては役立たない、音楽関係者（バンド等）に関連した書きかけの項目です。この項目を加筆・訂正などしてくださる協力者を求めています（P:音楽/PJ:芸能人）。 |